# Palais Doré de la Tsarine

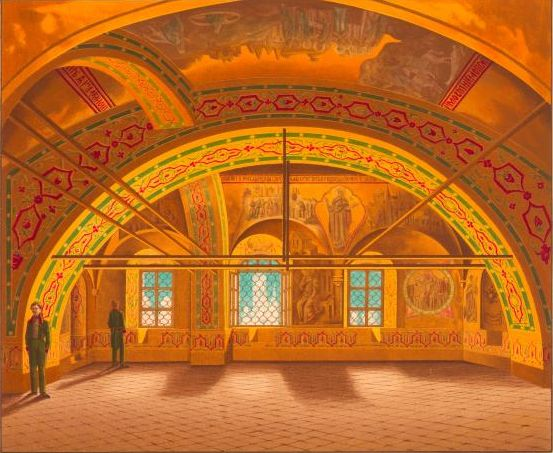
Palais Doré; intérieur (dessin du XIX)

Le palais Doré de la Tsarine (en russe : Золотая Царицына палата) est un palais du Kremlin de Moscou mentionné pour la première fois dans des documents de la fin du XVIe siècle. Il doit son nom au fait que dans les années 1580 ses murs ont été recouverts de fresques exécutées sur fond d'or. C'est, avec le palais à Facettes, le plus ancien édifice civil de la ville de Moscou dont l'existence est mentionnée dès 1526.    

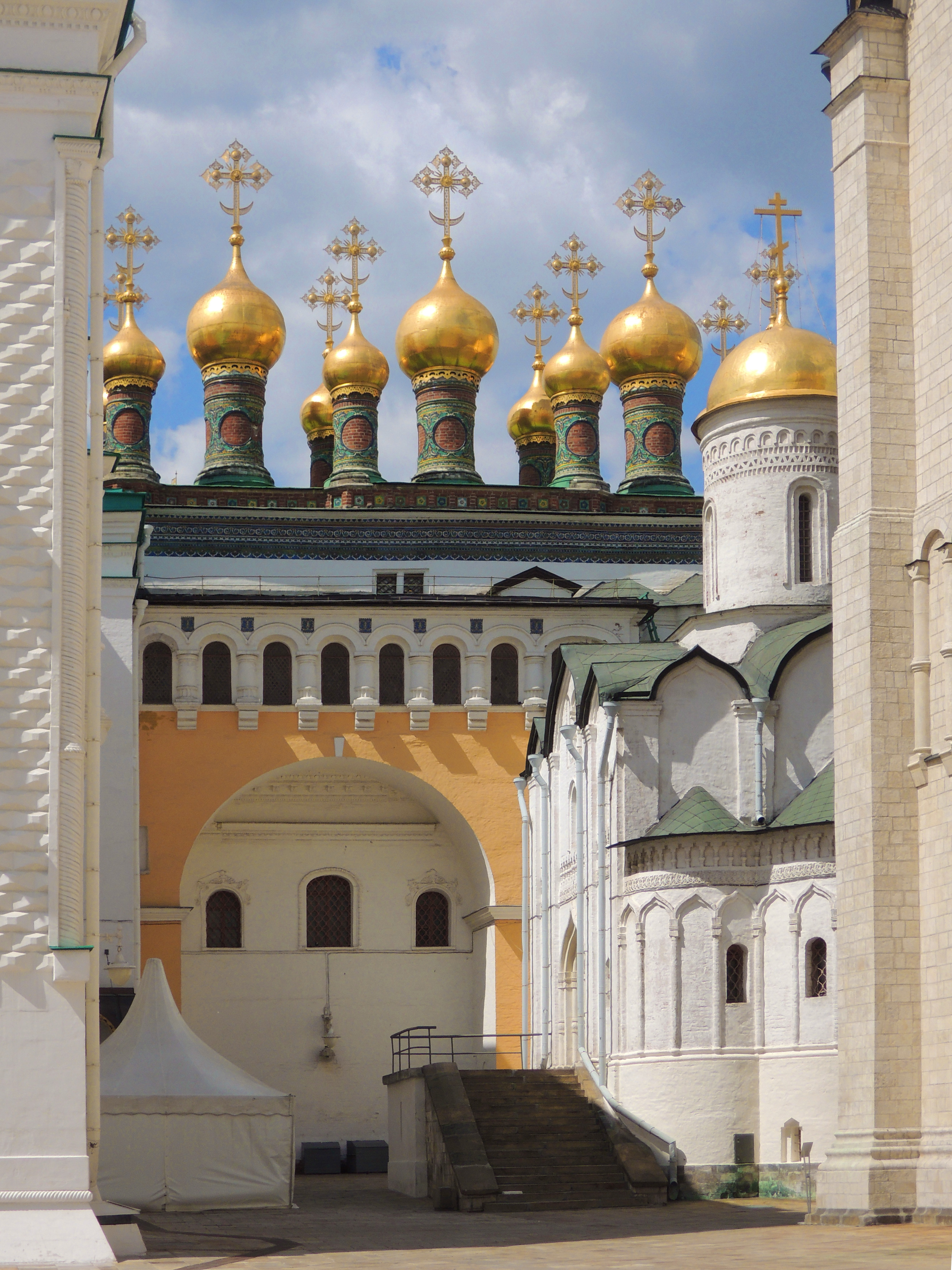
Palais Doré : extérieur : la façade orientale au niveau inférieur

## Histoire et description
Le palais est de plan rectangulaire et repose sur un haut soubassement, dont les arcs sont visibles du côté oriental vers la place des Cathédrales entre le palais à Facettes et l'Église de la Déposition-de-la-robe-de-la-Vierge. Ses dimensions ne sont pas aussi vastes que celles du palais à Facettes et ses voûtes sont plus basses. Il est surmonté, comme les églises des Terems qui sont sous la même toiture, de onze petites coupoles en bulbe dorées posées sur de hauts tambours. Le palais Doré est entouré de constructions de trois côtés et seule la façade orientale est dégagée et permet de voir le grand arc percé des trois fenêtres qui donnent depuis son intérieur vers la place des Cathédrales. Cet arc soutient non seulement le palais Doré, mais aussi la galerie de la cathédrale Verkhospasskaïa et encore les autres églises des Terems. L'aspect extérieur du palais présente des caractéristiques architecturales de la Renaissance : corniche profilée et ciselée, ornements ioniques.    
Le palais Doré était autrefois un salon d'apparat des tsarines. C'est là qu'elles recevaient les personnalités invitées. C'est là, par exemple, que la tsarine Irina Godounova reçut le patriarche de Constantinople Jérémie II et l'évêque Arsène Élassonski en janvier 1589. Ce dernier décrit ainsi les lieux : « Il semblait que les murs et la voûte étaient inondés d'or et rayonnaient, les figures peintes sur les murs resplendissaient de manière merveilleuse, les pierreries des châsses des icônes jetaient mille feux, un tapis persan tissé d'or et de soie chatoyait de toutes ses couleurs, cependant que dans les niches des murs et sur les allèges des fenêtres miroitaient de la vaisselle d'argent et des figurines aux formes fantasques » , . Un portail du XVIe siècle donne depuis le palais vers la Salle de Garde. Il est élégamment sculpté de motifs italiens sur de la pierre blanche, recouverte ensuite de feuille d'or. Cette Salle de Garde adjacente était réservée aux nobles de rang inférieur, appelés « Jiltsy » d'où lui vient le nom de Jiletskaïa palata. 
En 1681, la cathédrale Verkhospasskaïa est construite au dessus du Palais Doré et, en 1683, la voûte du palais est renforcée par de nouveaux arcs en pierre et des tirants de fer. Des arcs et des entretoises furent nécessaires pour consolider les voûtes surchargées par cette église et les autres églises des Terems, qui sont ajoutées à l'étage supérieur.
Durant le règne de Pierre Ier, le palais Doré a été transformé en chambre de stockage et n'a été rouvert à sa fonction première qu'en 1796 par Paul Ier.
En 1838-1849, au cours de la construction du grand palais du Kremlin, le palais Doré a été restauré et inclus dans un nouvel ensemble architectural. 
Les fresques murales ont été restaurées dans les années 1920 et encore en 1947.
Le palais Doré fait partie actuellement des locaux de la résidence du président de la fédération de Russie.